# Gwalior
Gwalior (Hindi: ग्वालियर, Gvāliyar) ist eine Millionenstadt im indischen Bundesstaat Madhya Pradesh. Sie ist die Hauptstadt des gleichnamigen Distrikts und eine der historisch und kulturell bedeutsamsten Städte Indiens.

## Lage
Die Stadt Gwalior liegt etwa 340 km (Fahrtstrecke) südlich der indischen Hauptstadt Delhi bzw. rund 120 km südlich von Agra in den nördlichen Ausläufern des Vindhyagebirges im Übergang zur Gangesebene in einer Höhe von etwa 210 m ü. d. M. Das Klima ist für indische Verhältnisse gemäßigt; Regen (ca. 910 mm/Jahr) fällt meist nur in den sommerlichen Monsunmonaten.

## Bevölkerung
| Jahr      | 1991    | 2001    | 2011      |
| Einwohner | 690.765 | 827.026 | 1.069.276 |

Die zumeist aus ländlichen Regionen zugewanderten Einwohner sind zu etwa 89 % Hindus und zu rund 8,5 % Moslems; Christen, Jains, Sikhs und Buddhisten bilden kleine Splittergruppen. Wie im Norden Indiens üblich, liegt der männliche Bevölkerungsanteil deutlich über dem weiblichen. Der Großteil der Bevölkerung spricht Hindi.

## Wirtschaft
Traditionell bildet die Landwirtschaft in den Dörfern der Umgebung die Lebensgrundlage der Stadtbevölkerung, die zumeist aus Kleinhändlern, Handwerkern, Tagelöhnern und Dienstleistern aller Art besteht. Wirtschaftlich bedeutsam sind Schuh-, Textil-, Papier-, Zigaretten- und Lebensmittelindustrie; in der zweiten Hälfte des 20. Jahrhunderts hat sich auch eine bedeutende chemische Industrie angesiedelt. Es gibt mehrere Universitäten und Institute.

## Geschichte
Der ca. 150 m hohe markante Burgberg über der Ebene dürfte bereits in früheren Zeiten Menschen als Zufluchtsort gedient haben. Im Mahabharata wird ein Ort namens Gopalkaksh erwähnt, der von einigen Forschern mit Gopadri oder Gopagiri identifiziert werden – beides sind alte Namen von Gwalior. Im 5. Jahrhundert nahm Suraj Sen, ein Rajputenfürst vom Stamm der Kachwahas, den Burgberg ein, der in der Folgezeit noch mehrfach den Besitzer wechselte. Im Jahr 1021 eroberten die Truppen Mahmud von Ghaznis den Burgberg und die zu seinen Füßen befindliche Ansiedlung; im Jahr 1231 wurden Stadt und Fort vom Sultan Iltutmish eingenommen. Mit zunehmender Schwäche des Sultanats von Delhi gewannen regionale Hindufürsten vom Stamm der Tomar, darunter auch Man Singh (reg. 1486–1516) die Oberhand, doch wurde er nach jahrelang andauerndem Konflikt durch die in Delhi residierende Lodi-Dynastie besiegt, die sich jedoch ihrerseits wenige Jahre später (1526) den Moguln unter Babur beugen musste. Nach dem Tod des letzten bedeutenden Großmoguln Aurangzeb (1707) zerfiel das riesige Mogulreich – mehrere Provinzen machten sich unabhängig und von außen mischten sich neue Mächte (Jats, Marathen, Briten) ein. Um 1725 gründete ein Marathengeneral die Scindia-Dynastie und den Fürstenstaat Gwalior, der auch unter britischer Oberherrschaft weiter existierte. Im Sepoy-Aufstand 1857 war Gwalior war ein Zentrum der aufständischen Soldaten. Im Jahr 1948 wurde der Fürstenstaat Gwalior in die Indische Union eingegliedert; acht Jahre später (1956) entstand der Bundesstaat Madhya Pradesh.

## Sehenswürdigkeiten
Burgberg

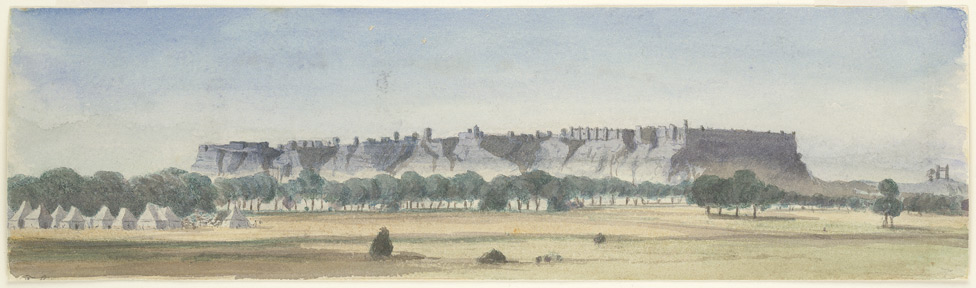
Burgberg (1868)

Die Stadt wird von einem etwa 150 m hohen und von insgesamt sieben Torbauten gesicherten Tafelberg (Fort Gwalior) überragt. Hier befinden sich die meisten Sehenswürdigkeiten:
- Mehrere stehende und sitzende Jain-Tirthankaras wurden vom 7. bis zum 15. Jahrhundert aus dem Fels gehauen. Die größte Figur stellt Rishabha (oder Adinath) dar und ist knapp 18 m hoch. Die Köpfe der Statuen wurden im Auftrag Baburs zerstört, doch später wieder erneuert.
- Der mit farbigen Kacheln dekorierte Man-Singh-Palast entstand um 1500 und vereint hinduistische mit islamischen Dekorelementen. Vom Großmogul Babur wurde er als „Perle“ bezeichnet.
- Der Gurjari-Palast stammt aus derselben Zeit und wurde für die Lieblingsfrau Man Singhs erbaut. Er beherbergt heute ein archäologisches Museum.
- Der hochaufragende Teli-ka-Mandir aus dem 8. Jahrhundert ist einer der eigenwilligsten Hindutempel überhaupt.
- Eine Inschrift aus dem 9. Jahrhundert im kleinen Ganesh-Tempel zeigt erstmals in Indien die Zahl „0“.[9][10]
- Die beiden – restaurierten – Sas-Bahu-Tempel stammen aus dem 11. Jahrhundert stehen zum Schutz vor Regenwasser und freilaufenden Tieren auf einer Plattform (jagati); sie haben nichts mit Schwiegermutter (sas) und Schwiegertochter (bahu) zu tun, sondern sind dem Hindu-Gott Vishnu unter seinem Beinamen Shashtra Bahu geweiht. Beeindruckend ist die offene, beinahe schwebende Architektur des Haupttempels, die an Bauten der Jains (z. B. Ranakpur) erinnert.

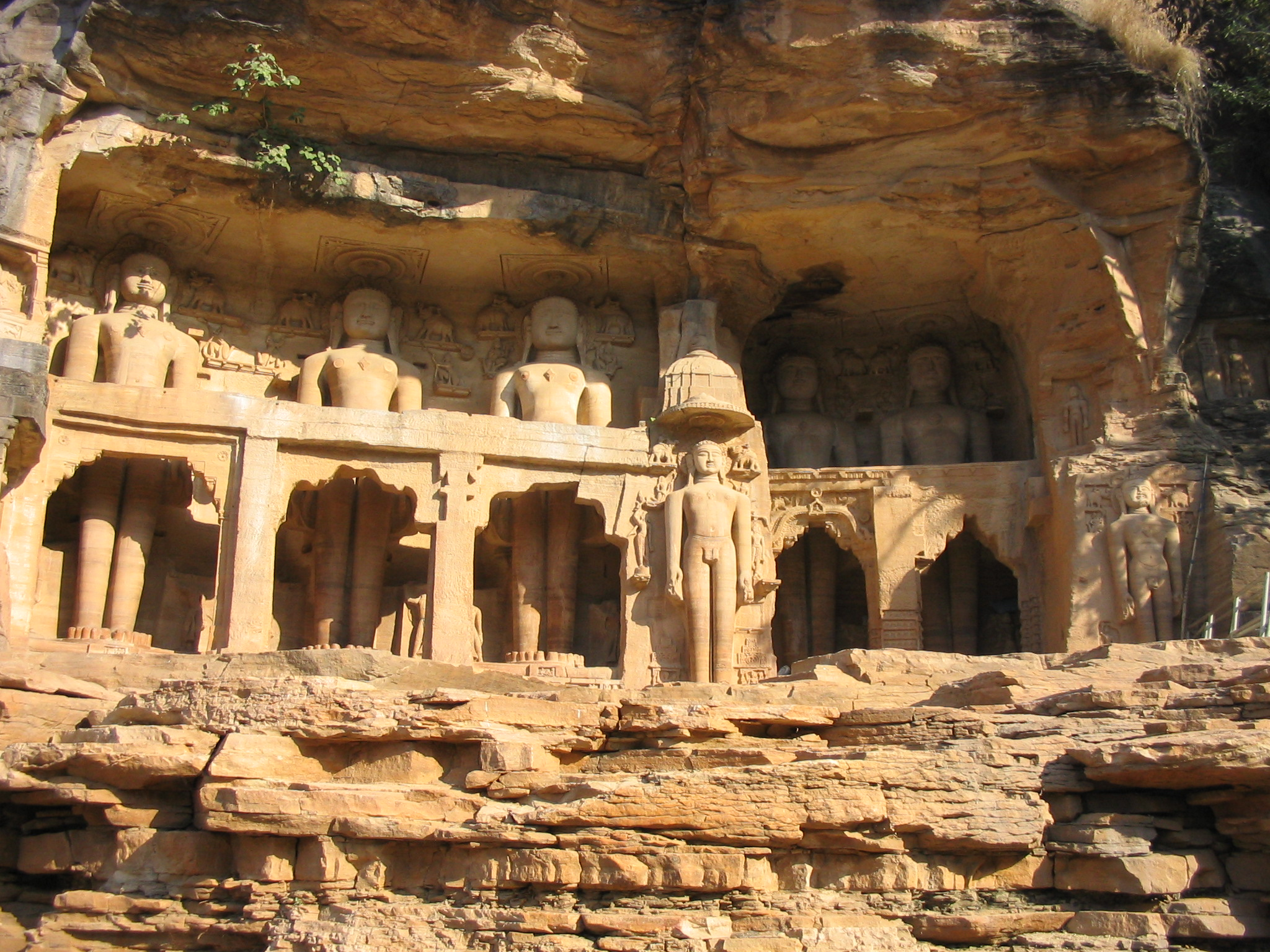
Jain-Tirthankaras
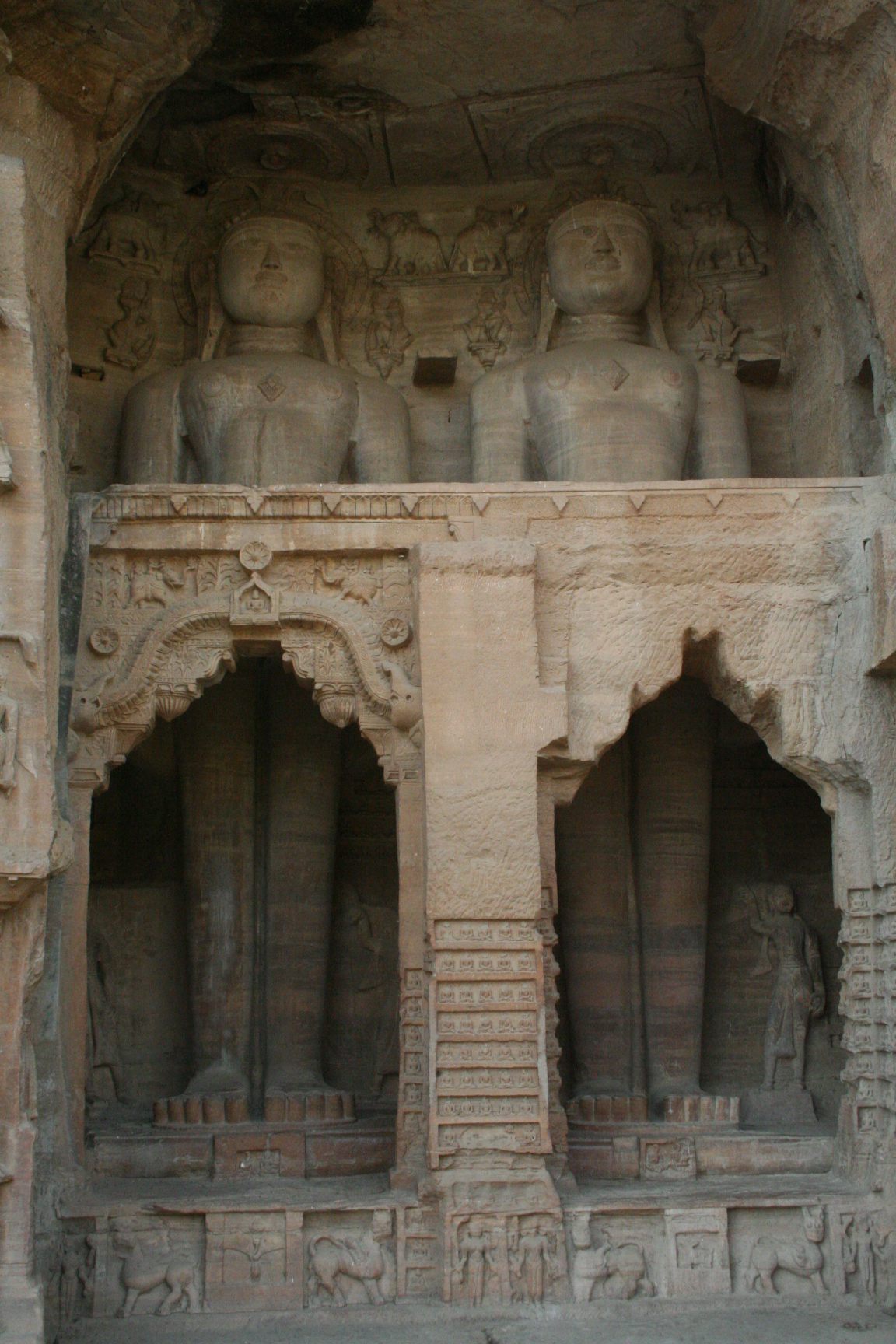
Jain-Figuren
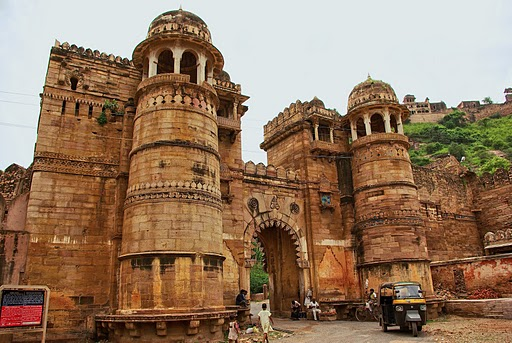
Tor zum Fort
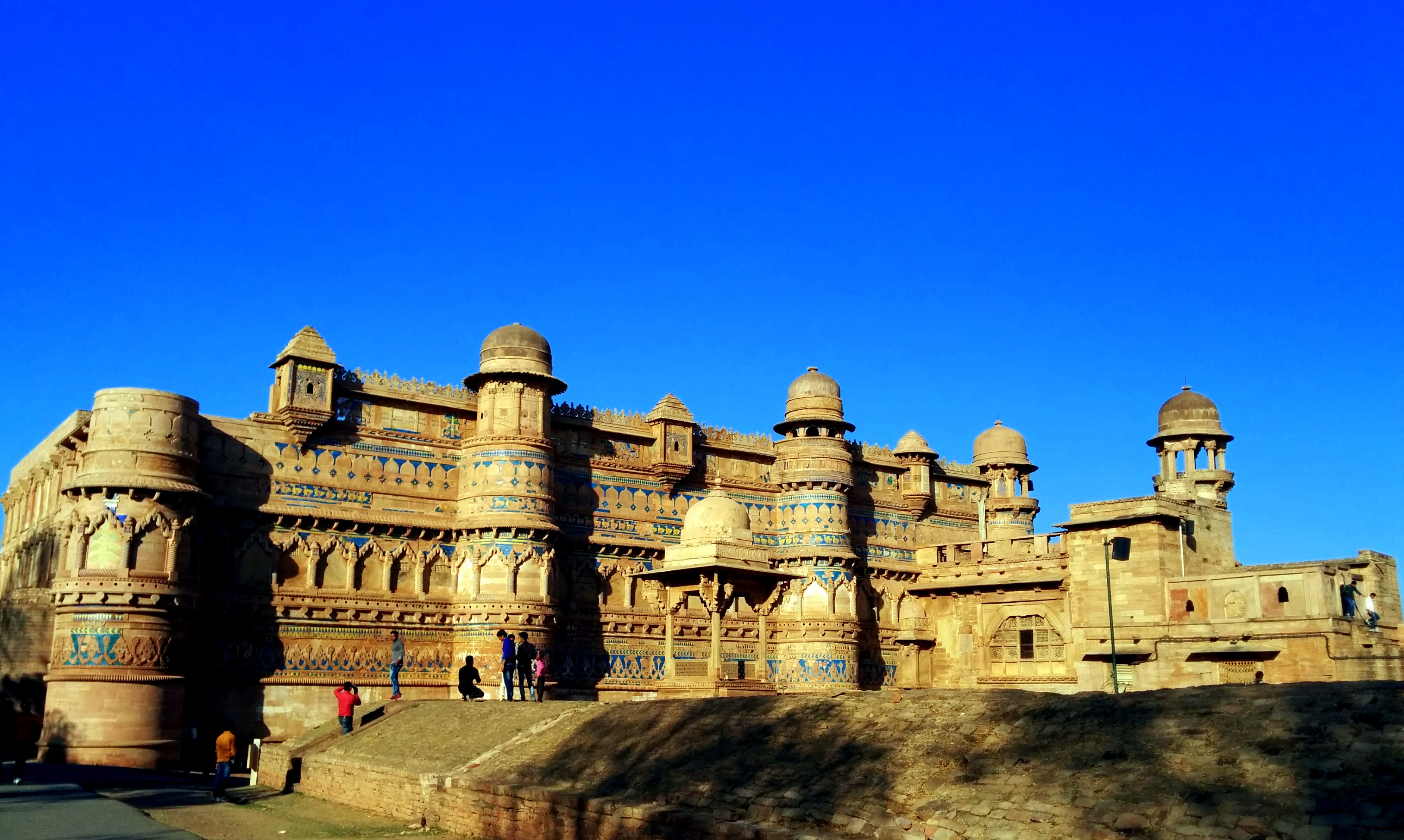
Man-Singh-Palast
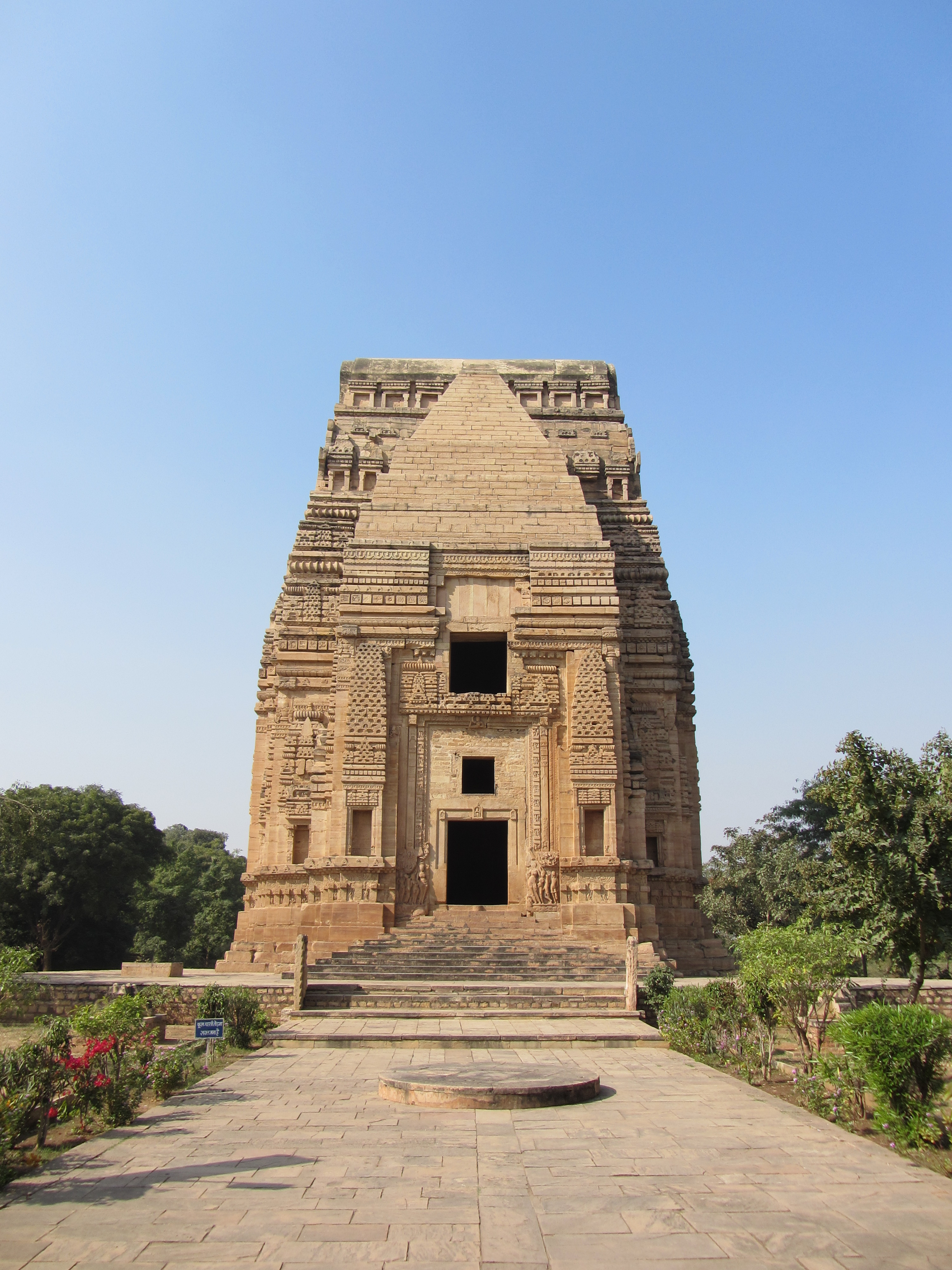
Teli-ka-Mandir
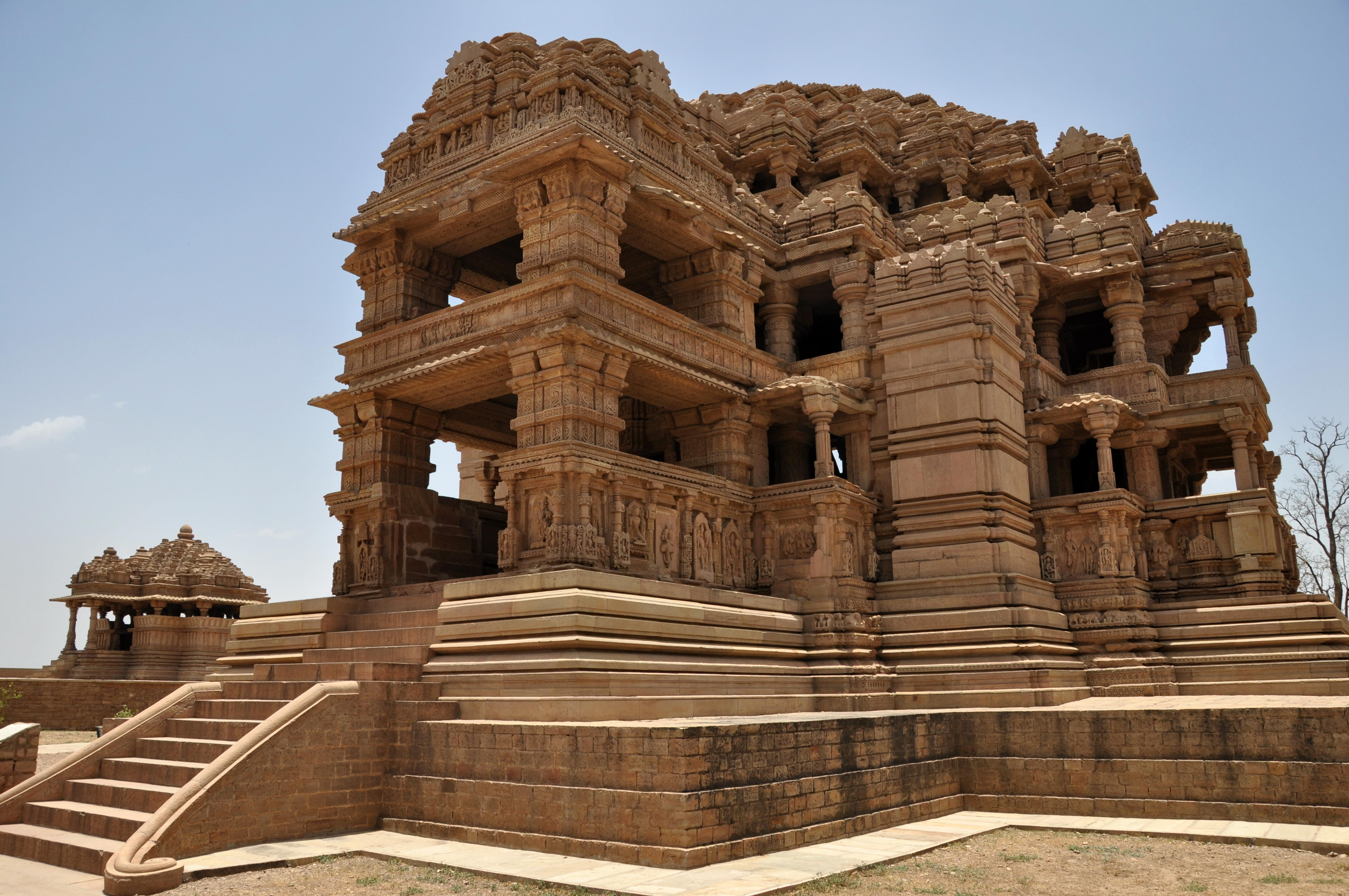
Sas-Bahu-Tempel

Unterstadt
- Bedeutendstes historisches Bauwerk in der Unterstadt ist das in der zweiten Hälfte des 16. Jahrhunderts zu Ehren eines Sufi-Heiligen erbaute Muhammad-Ghaus-Mausoleum. Der quadratische, aber mit zahlreichen Vorsprüngen und Dachpavillons (chhatris) versehene Bau wird von einer zentralen Kuppel überhöht und von feingearbeiteten Jali-Fenstern umschlossen.
- In seiner Umgebung finden sich weitere Grabmäler und Kenotaphe, darunter auch das Mausoleum für den Musiker Tansen.
- Der Ende des 19. Jahrhunderts in europäischen Stilformen errichtete Jai-Vilas-Palace dient heute als Museum.
- Der in den 1980er Jahren von der Industriellenfamilie Birla gestiftete Sonnentempel ist dem Sonnengott Surya geweiht. Der auf einem steinernen und von sieben Pferden gezogenen Wagen stehende Tempel ist eine verkleinerte Nachbildung des Sonnentempels von Konark.

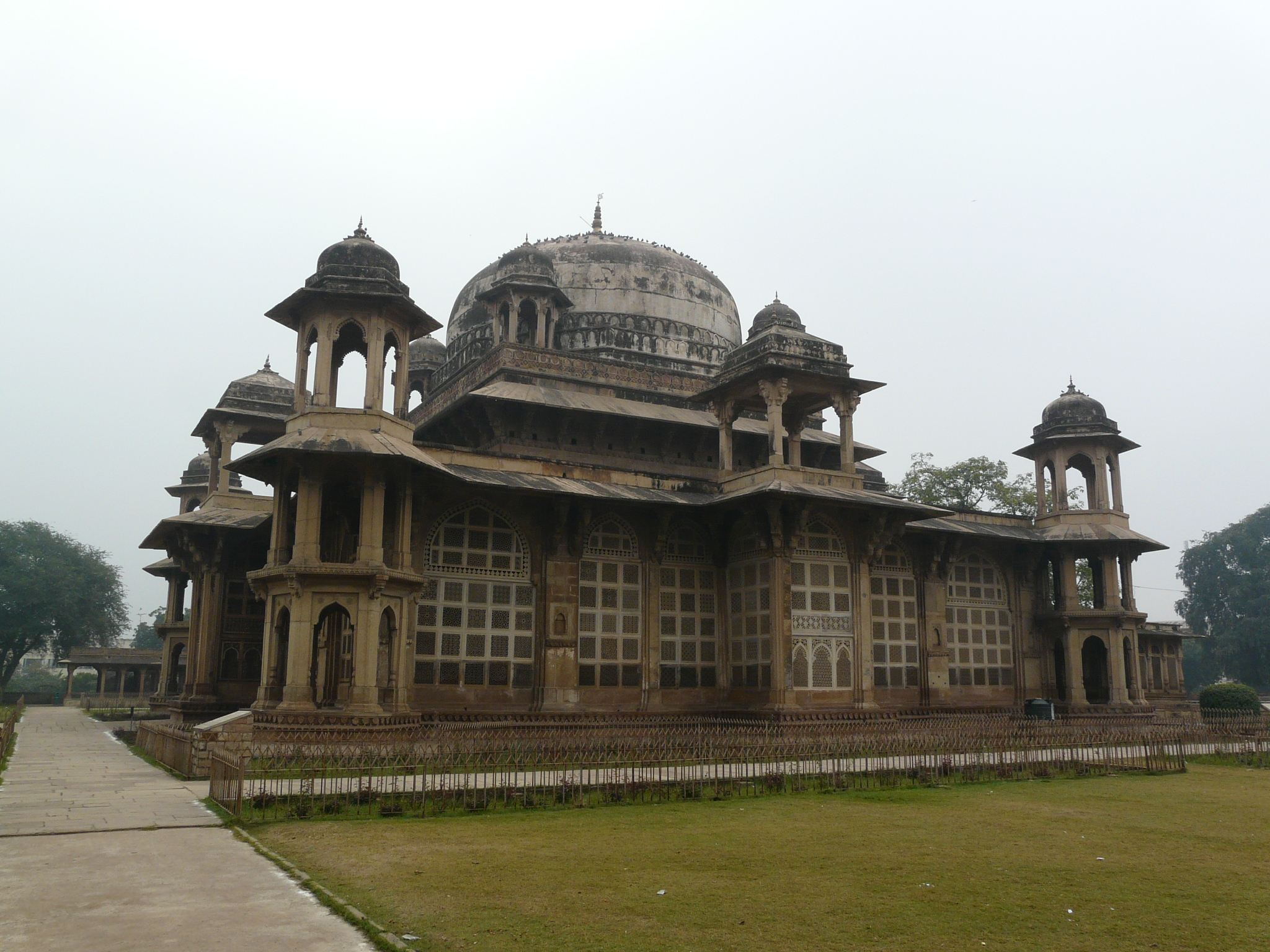
Mausoleum von Muhammad Ghaus
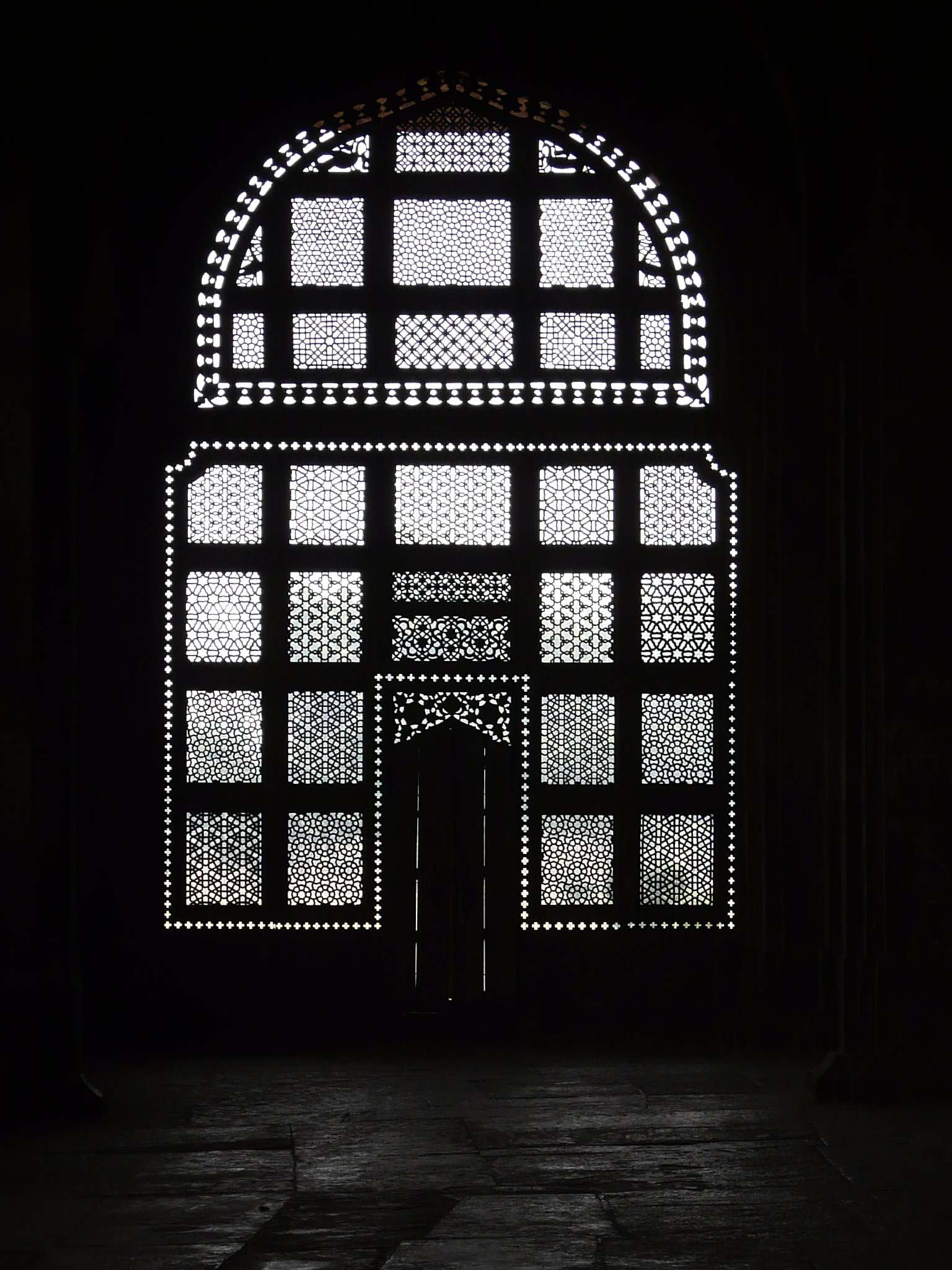
Jali-Fenster
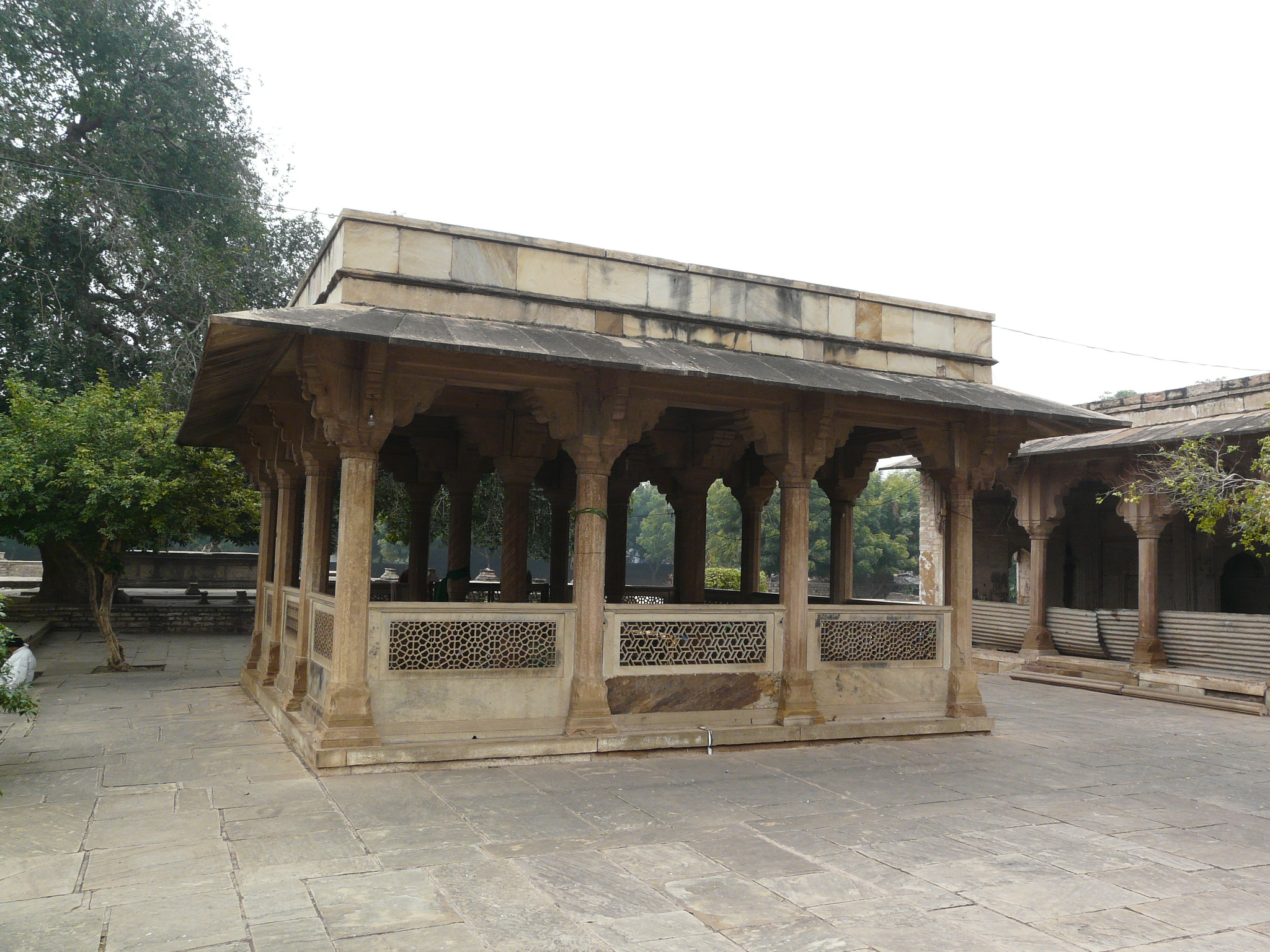
Tansen-Mausoleum
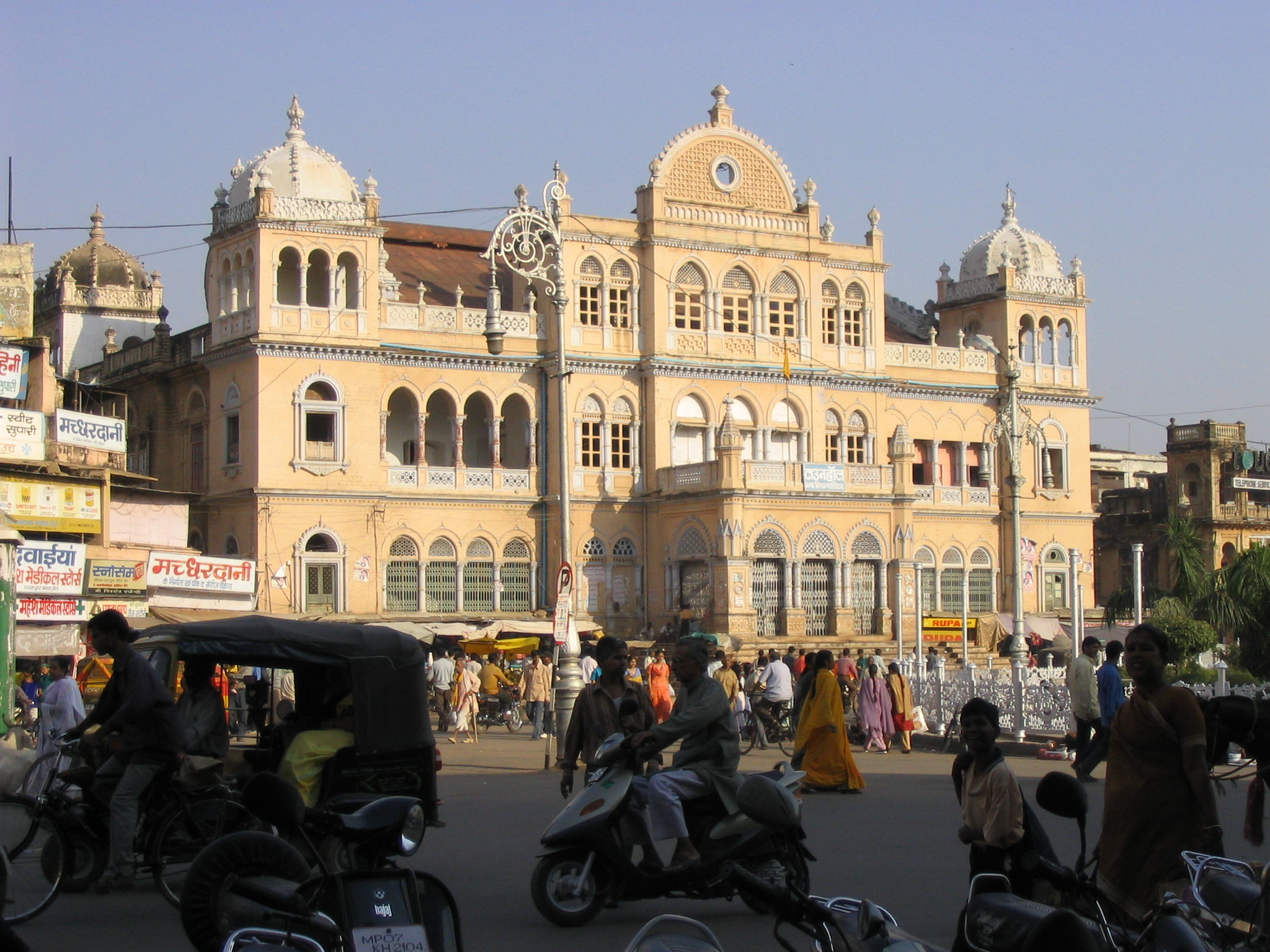
Town Hall
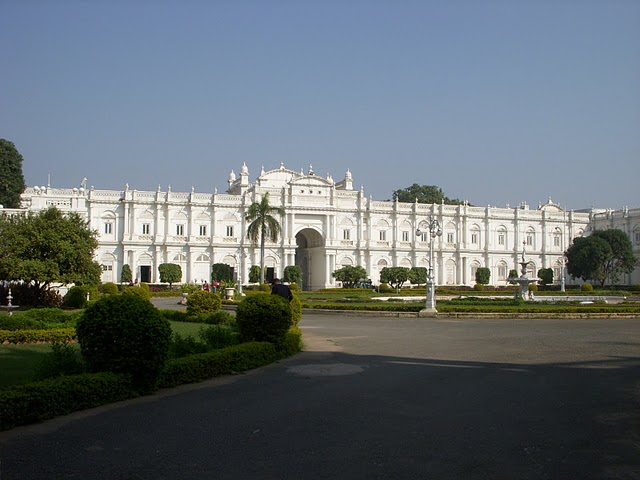
Jai-Vilas-Palace
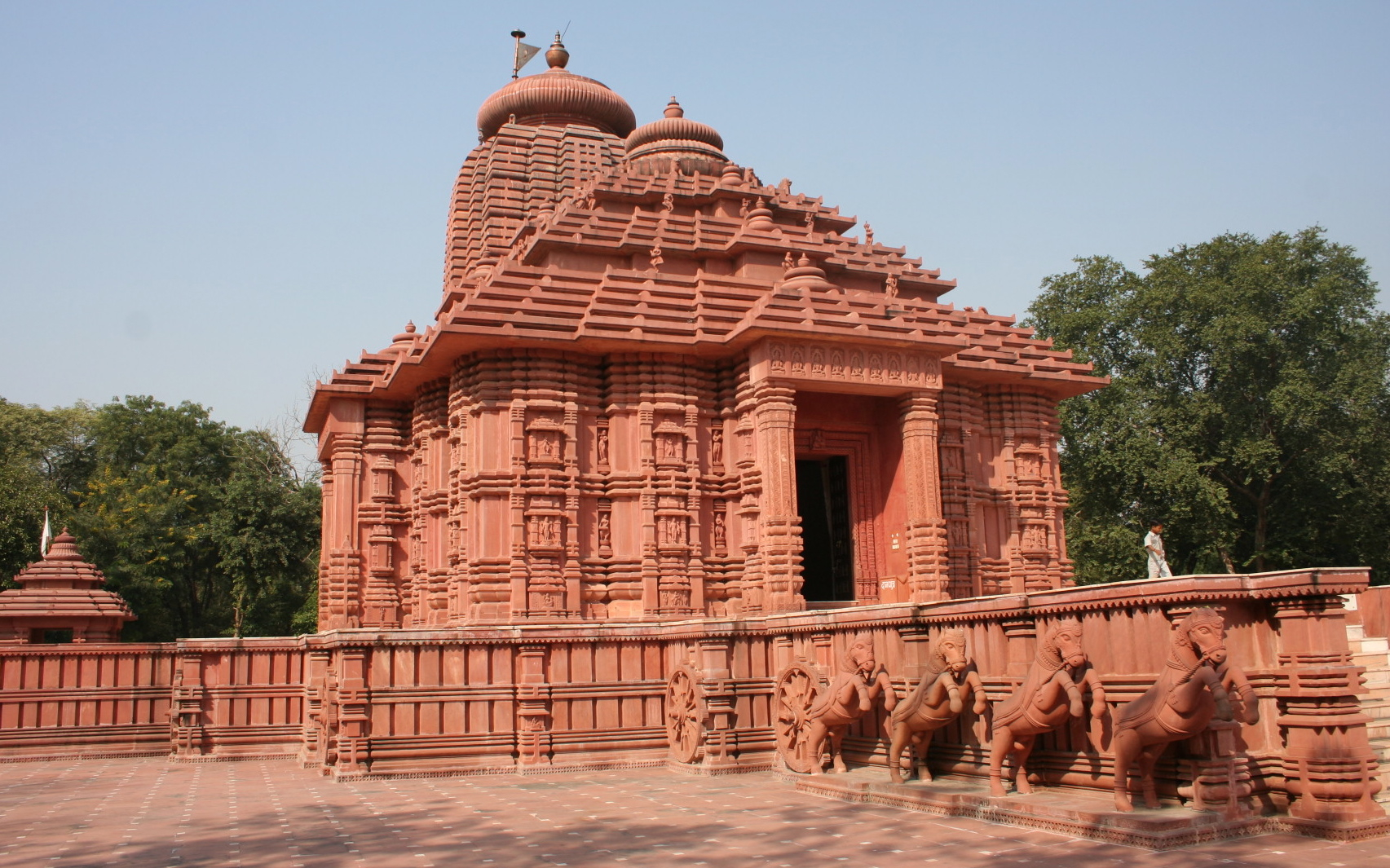
Surya-Tempel (auch Birla-Tempel)

Umgebung
Im Umkreis von etwa 50 km rund um Gwalior liegen mehrere bedeutende Tempel und Tempelkomplexe; insbesondere die Orte bzw. Stätten Naresar, Mitaoli, Pidhawali, Aiti, Bateshwar im  Distrikt Morena sind zu nennen, aber auch die mogulzeitlichen Ruinen von Nurabad verdienen Beachtung. Rund 25 km südlich von Gwalior befinden sich die beiden Tempel von Amrol.

## Sport
Das Captain Roop Singh Stadium war einer der Austragungsorte beim Cricket World Cup 1996.

## Söhne und Töchter der Stadt
- Tansen (≈1506–1589), Hofmusiker des Mogulkaisers Akbar
- Krishnarao Shankar Pandit (1893–1989), Sänger und Musikpädagoge
- Atal Bihari Vajpayee (1924–2018), Politiker und Ministerpräsident Indiens
- Raghunath Seth (1931–2014), Bansurispieler und Komponist
- Javed Akhtar (* 1945), Drehbuchautor, Poet und Liedtexter des Hindi-Films
- Amjad Ali Khan (* 1945), Sarodspieler und Musikpädagoge
- Aditi Mutatkar (* 1987), Badmintonspielerin